# Бэтсон, Уильям
Уи́льям Бэ́тсон (Бейтсон; англ. William Bateson; 8 августа 1861, Уитби — 8 февраля 1926, Мертон) — английский биолог, один из основателей генетики, автор термина «генетика» (1907).
Член Лондонского королевского общества (1894), иностранный член Национальной академии наук США (1921), иностранный член-корреспондент Российской академии наук (1923).

## Биография

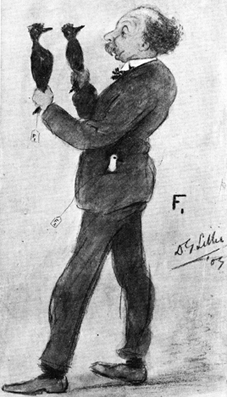
Карикатура на Бэтсона

Уильям Бэтсон родился 8 августа 1861 года в Уитби. Его отец, Уильям Генри Бэтсон, был специалистом по античной филологии, c 1857 по 1881 годы возглавлял колледж Святого Иоанна в Кембридже.
В 1884—1886 годах исследовал филогению хордовых. Окончив Кембриджский университет, в 1908—1910 гг. стал профессором в этом же университете.
В 1905 году предложил теорию «присутствия — отсутствия», объясняя возникновение новых признаков у живых организмов выпадением тормозящих факторов.
В 1910 году вместе со своим учеником Р. Паннетом основал посвящённый генетике журнал Journal of Genetics в Англии. С 1910 года стал директором института садовых культур в Мертоне. 
Отстаивал идею о невозможности наследования приобретённых признаков, прерывистую изменчивость организмов, учение о чистоте гамет.
В противовес уже тогда набравшему вес учению Чарлза Дарвина Бэтсон заявлял, что причиной изменения организма и выживания одних и вымирания других являются мутации, а не естественный отбор. 
В 1920 году учёный был награждён Королевской медалью Лондонского королевского общества.
Уильям Бэтсон умер 8 февраля 1926 года в Мертоне (Лондон).

## Труды
- Materials for the study of variation treated with especial regard to discontinuity in the origin of species. — London: Macmillan and Co., 1894.
- Mendel’s principles of heredity. — 1-е изд. — Cambridge: Cambridge University Press, 1902.
- Mendel’s principles of heredity. — 2-е изд. — Cambridge: Cambridge University Press, 1909.
- Mendel’s principles of heredity. — 3-е изд. — Cambridge: Cambridge University Press, 1913.
- Problems of genetics. — London: Humphrey Milford, 1913.
- Scientific papers of William Bateson / R. C. Punnett. — Cambridge: Cambridge University Press, 1928. — Vol. 1—2.